# Petita burgesia
La petita burgesia és una classe social que defineix la banda baixa de la burgesia. A França, durant el segle xviii i principi del segle xix, els membres de la classe mitjana eren anomenats petit-bourgeois, i se'ls considerava com a subordinats de la classe burgesa. Petit burgès, així com burgès, s'empra de vegades amb un sentit pejoratiu.
Per al marxisme, la petita burgesia inclou els botiguers i professionals amb autonomia dels seus ingressos econòmics i està més a prop del proletariat que de la burgesia pròpiament dita, ja que no controlen els mitjans de producció. A Europa, actualment, es pot considerar que la majoria de la població pertany a aquesta classe social, ja que els empleats dins el sector industrial i primari han disminuït tant que el superen els del sector de serveis.